# 佐竹昌成
佐竹 昌成 （さたけ まさなり、生没年不詳）は、平安時代後期から鎌倉時代の武士。佐竹昌義の子。革島義季（かわしまよしすえ）とも。

## 略歴
治承4年（1180年）一族を挙げて金砂山城に籠り、頼朝軍と戦うも（金砂城の戦い）、上総広常の誘いに乗り頼朝軍に内通。後に内通したことを疎まれ永蟄居。